# 21e étape du Tour d'Espagne 2022
Pour un article plus général, voir Tour d'Espagne 2022.
La 21e étape du Tour d'Espagne 2022 se déroule le dimanche 11 septembre 2022 de Las Rozas de Madrid à Madrid (Communauté de Madrid), sur une distance de 96,7 km.

## Parcours
La dernière étape de la Vuelta 2022 est une courte étape plate sans doute dévolue aux sprinteurs. Elle se termine à Madrid par un circuit en ville de 5,8 km à accomplir dix fois. L'arrivée se situe à proximité de la fontaine de Cybèle.

## Déroulement de la course
Le peloton offre les honneurs de l'entrée dans la ville de Madrid à Alejandro Valverde (42 ans), isolé en tête et applaudi chaleureusement par le public avant de se relever. La carrière de l'Espagnol se terminera en fin de saison. Sur le circuit final, Luke Plapp (Ineos Grenadiers) et Julius Johansen (Intermarché Wanty Gobert) partent à l'attaque et accomplissent la plupart des tours en tête avec un avantage d'une vingtaine de secondes sur le peloton. Le duo est toutefois repris par le peloton sous la flamme rouge. Sebastián Molano (UAE Emirates) remporte le sprint massif devant le maillot vert Mads Pedersen.

## Résultats

### Classement de l'étape
| \| Classement de l'étape \| Classement de l'étape \| Classement de l'étape \| Classement de l'étape \| Classement de l'étape \| \| Coureur \| Coureur \| Pays \| Équipe \| Temps \| \| --------------------- \| --------------------- \| --------------------- \| --------------------- \| --------------------- \| \| 1er \| Sebastián Molano \| Colombie \| UAE Team Emirates \| 2 h 26 min 36 s \| \| 2e \| Mads Pedersen \| Danemark \| Trek-Segafredo \| + 0 s \| \| 3e \| Pascal Ackermann \| Allemagne \| UAE Team Emirates \| + 0 s \| \| 4e \| Mike Teunissen \| Pays-Bas \| Jumbo-Visma \| + 0 s \| \| 5e \| Danny van Poppel \| Pays-Bas \| Bora-Hansgrohe \| + 0 s \| \| 6e \| Kaden Groves \| Australie \| BikeExchange-Jayco \| + 0 s \| \| 7e \| Fred Wright \| Royaume-Uni \| Bahrain Victorious \| + 0 s \| \| 8e \| Lionel Taminiaux \| Belgique \| Alpecin-Deceuninck \| + 0 s \| \| 9e \| Ben Turner \| Royaume-Uni \| Ineos Grenadiers \| + 0 s \| \| 10e \| Cédric Beullens \| Belgique \| Lotto-Soudal \| + 0 s \| |                  |             |                    |                 |
| |                  |             |                    |                 |
| Source : ProCyclingStats |                  |             |                    |                 |
| Classement de l'étape |                  |             |                    |                 |
| Coureur | Coureur          | Pays        | Équipe             | Temps           |
| 1er | Sebastián Molano | Colombie    | UAE Team Emirates  | 2 h 26 min 36 s |
| 2e | Mads Pedersen    | Danemark    | Trek-Segafredo     | + 0 s           |
| 3e | Pascal Ackermann | Allemagne   | UAE Team Emirates  | + 0 s           |
| 4e | Mike Teunissen   | Pays-Bas    | Jumbo-Visma        | + 0 s           |
| 5e | Danny van Poppel | Pays-Bas    | Bora-Hansgrohe     | + 0 s           |
| 6e | Kaden Groves     | Australie   | BikeExchange-Jayco | + 0 s           |
| 7e | Fred Wright      | Royaume-Uni | Bahrain Victorious | + 0 s           |
| 8e | Lionel Taminiaux | Belgique    | Alpecin-Deceuninck | + 0 s           |
| 9e | Ben Turner       | Royaume-Uni | Ineos Grenadiers   | + 0 s           |
| 10e | Cédric Beullens  | Belgique    | Lotto-Soudal       | + 0 s           |

## Classements à l'issue de l'étape

### Classement général
| \| Classement général \| Classement général \| Classement général \| Classement général \| Classement général \| \| Coureur \| Coureur \| Pays \| Équipe \| Temps \| \| ------------------ \| ------------------ \| ------------------ \| ---------------------------------- \| ------------------ \| \| 1er \| Remco Evenepoel \| Belgique \| Quick-Step Alpha Vinyl \| 80 h 26 min 59 s \| \| 2e \| Enric Mas \| Espagne \| Movistar Team \| + 2 min 02 s \| \| 3e \| Juan Ayuso \| Espagne \| UAE Team Emirates \| + 4 min 57 s \| \| 4e \| Miguel Ángel López \| Colombie \| Astana Qazaqstan Team \| DQ \| \| 4e \| João Almeida \| Portugal \| UAE Team Emirates \| + 7 min 24 s \| \| 5e \| Thymen Arensman \| Pays-Bas \| Team DSM \| + 7 min 45 s \| \| 6e \| Carlos Rodríguez \| Espagne \| Ineos Grenadiers \| + 7 min 57 s \| \| 7e \| Ben O'Connor \| Australie \| AG2R Citroën Team \| + 10 min 30 s \| \| 8e \| Rigoberto Urán \| Colombie \| EF Education-EasyPost \| + 11 min 04 s \| \| 9e \| Jai Hindley \| Australie \| Bora-Hansgrohe \| + 12 min 01 s \| \| 10e \| Louis Meintjes \| Afrique du Sud \| Intermarché-Wanty-Gobert Matériaux \| + 15 min 41 s \| \| 11e \| Jan Polanc \| Slovénie \| UAE Team Emirates \| + 21 min 39 s \| \| 12e \| Alejandro Valverde \| Espagne \| Movistar Team \| + 25 min 39 s \| \| 13e \| Richard Carapaz \| Équateur \| Ineos Grenadiers \| + 29 min 19 s \| \| 14e \| Mikel Landa \| Espagne \| Bahrain Victorious \| + 44 min 13 s \| \| 15e \| Luis León Sánchez \| Espagne \| Bahrain Victorious \| + 45 min 49 s \| \| 16e \| Thibaut Pinot \| France \| Groupama-FDJ \| + 46 min 20 s \| \| 17e \| Wilco Kelderman \| Pays-Bas \| Bora-Hansgrohe \| + 48 min 37 s \| \| 18e \| Tao Geoghegan Hart \| Royaume-Uni \| Ineos Grenadiers \| + 49 min 11 s \| \| 19e \| Gino Mäder \| Suisse \| Bahrain Victorious \| + 52 min 25 s \| \| 20e \| David de la Cruz \| Espagne \| Astana Qazaqstan Team \| + 1 h 00 min 15 s \| |                    |                |                                    |                   |
| |                    |                |                                    |                   |
| Source : ProCyclingStats |                    |                |                                    |                   |
| Classement général |                    |                |                                    |                   |
| Coureur | Coureur            | Pays           | Équipe                             | Temps             |
| 1er | Remco Evenepoel    | Belgique       | Quick-Step Alpha Vinyl             | 80 h 26 min 59 s  |
| 2e | Enric Mas          | Espagne        | Movistar Team                      | + 2 min 02 s      |
| 3e | Juan Ayuso         | Espagne        | UAE Team Emirates                  | + 4 min 57 s      |
| 4e | Miguel Ángel López | Colombie       | Astana Qazaqstan Team              | DQ                |
| 4e | João Almeida       | Portugal       | UAE Team Emirates                  | + 7 min 24 s      |
| 5e | Thymen Arensman    | Pays-Bas       | Team DSM                           | + 7 min 45 s      |
| 6e | Carlos Rodríguez   | Espagne        | Ineos Grenadiers                   | + 7 min 57 s      |
| 7e | Ben O'Connor       | Australie      | AG2R Citroën Team                  | + 10 min 30 s     |
| 8e | Rigoberto Urán     | Colombie       | EF Education-EasyPost              | + 11 min 04 s     |
| 9e | Jai Hindley        | Australie      | Bora-Hansgrohe                     | + 12 min 01 s     |
| 10e | Louis Meintjes     | Afrique du Sud | Intermarché-Wanty-Gobert Matériaux | + 15 min 41 s     |
| 11e | Jan Polanc         | Slovénie       | UAE Team Emirates                  | + 21 min 39 s     |
| 12e | Alejandro Valverde | Espagne        | Movistar Team                      | + 25 min 39 s     |
| 13e | Richard Carapaz    | Équateur       | Ineos Grenadiers                   | + 29 min 19 s     |
| 14e | Mikel Landa        | Espagne        | Bahrain Victorious                 | + 44 min 13 s     |
| 15e | Luis León Sánchez  | Espagne        | Bahrain Victorious                 | + 45 min 49 s     |
| 16e | Thibaut Pinot      | France         | Groupama-FDJ                       | + 46 min 20 s     |
| 17e | Wilco Kelderman    | Pays-Bas       | Bora-Hansgrohe                     | + 48 min 37 s     |
| 18e | Tao Geoghegan Hart | Royaume-Uni    | Ineos Grenadiers                   | + 49 min 11 s     |
| 19e | Gino Mäder         | Suisse         | Bahrain Victorious                 | + 52 min 25 s     |
| 20e | David de la Cruz   | Espagne        | Astana Qazaqstan Team              | + 1 h 00 min 15 s |

| Classement par points | Classement par points | Classement par points | Classement par points  | Classement par points |
| Coureur               | Coureur               | Pays                  | Équipe                 | Points                |
| --------------------- | --------------------- | --------------------- | ---------------------- | --------------------- |
| 1er                   | Mads Pedersen         | Danemark              | Trek-Segafredo         | 409 pts               |
| 2e                    | Fred Wright           | Royaume-Uni           | Bahrain Victorious     | 186 pts               |
| 3e                    | Enric Mas             | Espagne               | Movistar Team          | 138 pts               |
| 4e                    | Remco Evenepoel       | Belgique              | Quick-Step Alpha Vinyl | 133 pts               |
| 5e                    | Marc Soler            | Espagne               | UAE Team Emirates      | 133 pts               |
| 6e                    | Danny van Poppel      | Pays-Bas              | Bora-Hansgrohe         | 108 pts               |
| 7e                    | Pascal Ackermann      | Allemagne             | UAE Team Emirates      | 106 pts               |
| 8e                    | Richard Carapaz       | Équateur              | Ineos Grenadiers       | 105 pts               |
| 9e                    | Kaden Groves          | Australie             | BikeExchange-Jayco     | 74 pts                |
| 10e                   | Sebastián Molano      | Colombie              | UAE Team Emirates      | 69 pts                |

| Classement par points | Classement par points | Classement par points | Classement par points  | Classement par points |
| Coureur               | Coureur               | Pays                  | Équipe                 | Points                |
| --------------------- | --------------------- | --------------------- | ---------------------- | --------------------- |
| 1er                   | Mads Pedersen         | Danemark              | Trek-Segafredo         | 409 pts               |
| 2e                    | Fred Wright           | Royaume-Uni           | Bahrain Victorious     | 186 pts               |
| 3e                    | Enric Mas             | Espagne               | Movistar Team          | 138 pts               |
| 4e                    | Remco Evenepoel       | Belgique              | Quick-Step Alpha Vinyl | 133 pts               |
| 5e                    | Marc Soler            | Espagne               | UAE Team Emirates      | 133 pts               |
| 6e                    | Danny van Poppel      | Pays-Bas              | Bora-Hansgrohe         | 108 pts               |
| 7e                    | Pascal Ackermann      | Allemagne             | UAE Team Emirates      | 106 pts               |
| 8e                    | Richard Carapaz       | Équateur              | Ineos Grenadiers       | 105 pts               |
| 9e                    | Kaden Groves          | Australie             | BikeExchange-Jayco     | 74 pts                |
| 10e                   | Sebastián Molano      | Colombie              | UAE Team Emirates      | 69 pts                |

| Classement de la montagne | Classement de la montagne | Classement de la montagne | Classement de la montagne | Classement de la montagne |
| Coureur                   | Coureur                   | Pays                      | Équipe                    | Points                    |
| ------------------------- | ------------------------- | ------------------------- | ------------------------- | ------------------------- |
| 1er                       | Richard Carapaz           | Équateur                  | Ineos Grenadiers          | 73 pts                    |
| 2e                        | Robert Stannard           | Australie                 | Alpecin-Deceuninck        | 36 pts                    |
| 3e                        | Enric Mas                 | Espagne                   | Movistar Team             | 28 pts                    |
| 4e                        | Thymen Arensman           | Pays-Bas                  | Team DSM                  | 23 pts                    |
| 5e                        | Remco Evenepoel           | Belgique                  | Quick-Step Alpha Vinyl    | 23 pts                    |
| 6e                        | Marc Soler                | Espagne                   | UAE Team Emirates         | 23 pts                    |
| 7e                        | Sergio Higuita            | Colombie                  | Bora-Hansgrohe            | 18 pts                    |
| 8e                        | Miguel Ángel López        | Colombie                  | Astana Qazaqstan Team     | DQ                        |
| 8e                        | Jimmy Janssens            | Belgique                  | Alpecin-Deceuninck        | 17 pts                    |
| 9e                        | Rubén Fernández           | Espagne                   | Cofidis                   | 15 pts                    |

| Classement de la montagne | Classement de la montagne | Classement de la montagne | Classement de la montagne | Classement de la montagne |
| Coureur                   | Coureur                   | Pays                      | Équipe                    | Points                    |
| ------------------------- | ------------------------- | ------------------------- | ------------------------- | ------------------------- |
| 1er                       | Richard Carapaz           | Équateur                  | Ineos Grenadiers          | 73 pts                    |
| 2e                        | Robert Stannard           | Australie                 | Alpecin-Deceuninck        | 36 pts                    |
| 3e                        | Enric Mas                 | Espagne                   | Movistar Team             | 28 pts                    |
| 4e                        | Thymen Arensman           | Pays-Bas                  | Team DSM                  | 23 pts                    |
| 5e                        | Remco Evenepoel           | Belgique                  | Quick-Step Alpha Vinyl    | 23 pts                    |
| 6e                        | Marc Soler                | Espagne                   | UAE Team Emirates         | 23 pts                    |
| 7e                        | Sergio Higuita            | Colombie                  | Bora-Hansgrohe            | 18 pts                    |
| 8e                        | Miguel Ángel López        | Colombie                  | Astana Qazaqstan Team     | DQ                        |
| 8e                        | Jimmy Janssens            | Belgique                  | Alpecin-Deceuninck        | 17 pts                    |
| 9e                        | Rubén Fernández           | Espagne                   | Cofidis                   | 15 pts                    |

| Classement du meilleur jeune | Classement du meilleur jeune | Classement du meilleur jeune | Classement du meilleur jeune | Classement du meilleur jeune |
| Coureur                      | Coureur                      | Pays                         | Équipe                       | Temps                        |
| ---------------------------- | ---------------------------- | ---------------------------- | ---------------------------- | ---------------------------- |
| 1er                          | Remco Evenepoel              | Belgique                     | Quick-Step Alpha Vinyl       | 80 h 26 min 59 s             |
| 2e                           | Juan Ayuso                   | Espagne                      | UAE Team Emirates            | + 4 min 57 s                 |
| 3e                           | João Almeida                 | Portugal                     | UAE Team Emirates            | + 7 min 24 s                 |
| 4e                           | Thymen Arensman              | Pays-Bas                     | Team DSM                     | + 7 min 45 s                 |
| 5e                           | Carlos Rodríguez             | Espagne                      | Ineos Grenadiers             | + 7 min 57 s                 |
| 6e                           | Gino Mäder                   | Suisse                       | Bahrain Victorious           | + 52 min 25 s                |
| 7e                           | Sergio Higuita               | Colombie                     | Bora-Hansgrohe               | + 1 h 01 min 23 s            |
| 8e                           | José Félix Parra             | Espagne                      | Equipo Kern Pharma           | + 1 h 05 min 02 s            |
| 9e                           | Clément Champoussin          | France                       | AG2R Citroën Team            | + 1 h 24 min 39 s            |
| 10e                          | Edoardo Zambanini            | Italie                       | Bahrain Victorious           | + 1 h 31 min 40 s            |

| Classement du meilleur jeune | Classement du meilleur jeune | Classement du meilleur jeune | Classement du meilleur jeune | Classement du meilleur jeune |
| Coureur                      | Coureur                      | Pays                         | Équipe                       | Temps                        |
| ---------------------------- | ---------------------------- | ---------------------------- | ---------------------------- | ---------------------------- |
| 1er                          | Remco Evenepoel              | Belgique                     | Quick-Step Alpha Vinyl       | 80 h 26 min 59 s             |
| 2e                           | Juan Ayuso                   | Espagne                      | UAE Team Emirates            | + 4 min 57 s                 |
| 3e                           | João Almeida                 | Portugal                     | UAE Team Emirates            | + 7 min 24 s                 |
| 4e                           | Thymen Arensman              | Pays-Bas                     | Team DSM                     | + 7 min 45 s                 |
| 5e                           | Carlos Rodríguez             | Espagne                      | Ineos Grenadiers             | + 7 min 57 s                 |
| 6e                           | Gino Mäder                   | Suisse                       | Bahrain Victorious           | + 52 min 25 s                |
| 7e                           | Sergio Higuita               | Colombie                     | Bora-Hansgrohe               | + 1 h 01 min 23 s            |
| 8e                           | José Félix Parra             | Espagne                      | Equipo Kern Pharma           | + 1 h 05 min 02 s            |
| 9e                           | Clément Champoussin          | France                       | AG2R Citroën Team            | + 1 h 24 min 39 s            |
| 10e                          | Edoardo Zambanini            | Italie                       | Bahrain Victorious           | + 1 h 31 min 40 s            |

| Classement par équipes | Classement par équipes | Classement par équipes | Classement par équipes |
| Équipe                 | Équipe                 | Pays                   | Temps                  |
| ---------------------- | ---------------------- | ---------------------- | ---------------------- |
| 1re                    | UAE Team Emirates      | Émirats arabes unis    | 240 h 36 min 32 s      |
| 2e                     | Ineos Grenadiers       | Royaume-Uni            | + 55 min 35 s          |
| 3e                     | Movistar Team          | Espagne                | + 1 h 16 min 52 s      |
| 4e                     | Bahrain Victorious     | Bahreïn                | + 1 h 17 min 36 s      |
| 5e                     | Astana Qazaqstan Team  | Kazakhstan             | + 1 h 34 min 18 s      |
| 6e                     | Bora-Hansgrohe         | Allemagne              | + 1 h 38 min 20 s      |
| 7e                     | Jumbo-Visma            | Pays-Bas               | + 2 h 12 min 14 s      |
| 8e                     | EF Education-EasyPost  | États-Unis             | + 2 h 25 min 47 s      |
| 9e                     | Groupama-FDJ           | France                 | + 2 h 33 min 37 s      |
| 10e                    | Quick-Step Alpha Vinyl | Belgique               | + 2 h 47 min 09 s      |

| Classement par équipes | Classement par équipes | Classement par équipes | Classement par équipes |
| Équipe                 | Équipe                 | Pays                   | Temps                  |
| ---------------------- | ---------------------- | ---------------------- | ---------------------- |
| 1re                    | UAE Team Emirates      | Émirats arabes unis    | 240 h 36 min 32 s      |
| 2e                     | Ineos Grenadiers       | Royaume-Uni            | + 55 min 35 s          |
| 3e                     | Movistar Team          | Espagne                | + 1 h 16 min 52 s      |
| 4e                     | Bahrain Victorious     | Bahreïn                | + 1 h 17 min 36 s      |
| 5e                     | Astana Qazaqstan Team  | Kazakhstan             | + 1 h 34 min 18 s      |
| 6e                     | Bora-Hansgrohe         | Allemagne              | + 1 h 38 min 20 s      |
| 7e                     | Jumbo-Visma            | Pays-Bas               | + 2 h 12 min 14 s      |
| 8e                     | EF Education-EasyPost  | États-Unis             | + 2 h 25 min 47 s      |
| 9e                     | Groupama-FDJ           | France                 | + 2 h 33 min 37 s      |
| 10e                    | Quick-Step Alpha Vinyl | Belgique               | + 2 h 47 min 09 s      |

## Abandons
Aucun abandon.